# Morti nel 1241
| Questa pagina contiene informazioni ricavate automaticamente dalle voci biografiche con l'ausilio del template Bio e di un bot. L'aggiornamento è periodico e automatico e ricostruisce completamente la pagina. Se manca una persona in questa lista, sei pregato di non aggiungerla, ma accertati piuttosto che la sua voce biografica contenga il template Bio e che i dati anagrafici siano correttamente compilati. Se il template Bio manca, inseriscilo tu stesso o, in alternativa, metti l'avviso {{tmp\|Bio}} che ne segnala la mancanza. Se i dati riportati sono sbagliati, correggi direttamente la voce biografica; le modifiche saranno visibili in questa lista entro pochi giorni. Per chiarimenti vedi il progetto biografie. La lista contiene solo le 39 persone che sono citate nell'enciclopedia e per le quali è stato implementato correttamente il template Bio. Pagina aggiornata al 10 ago 2025. |

- 3 gennaio - Ermanno II di Turingia, nobile tedesco (n. 1222)
- 6 gennaio - Pagano della Torre, nobile italiano
- 17 marzo - Köten, sovrano
- 28 marzo - Valdemaro II di Danimarca, re danese (n. 1170)
- 28 marzo - Guglielmo I da Rizolio, arcivescovo cattolico italiano
- 7 aprile - Ermanno Giuseppe di Colonia, religioso tedesco
- 9 aprile - Enrico II il Pio, nobile polacco
- 11 aprile - Dionigi Tomaj, nobile ungherese
- 11 aprile - Ugrino Csák di Caloccia, arcivescovo cattolico ungherese
- 26 maggio - Ruggero Bernardo II di Foix, conte
- 6 giugno - Hawise di Chester, nobile britannica (n. 1180)
- 27 giugno - Gilbert Marshal, IV conte di Pembroke, nobile inglese (n. 1194)
- 10 luglio - Bernardo di Quintavalle, religioso italiano
- 10 agosto - Eleonora di Bretagna, nobile britannica
- 22 agosto - Papa Gregorio IX, papa, vescovo cattolico e cardinale italiano
- 23 agosto - Berenguer de Palou II, vescovo cattolico spagnolo
- 9 settembre - Tancredo Tancredi, missionario italiano (n. 1185)
- 23 settembre - Snorri Sturluson, storico, poeta e politico islandese (n. 1179)
- 26 settembre - Fujiwara no Teika, poeta giapponese (n. 1162)
- 26 settembre - Robert Somercotes, cardinale inglese
- 10 novembre - Papa Celestino IV, papa, cardinale e vescovo cattolico italiano
- 1º dicembre - Isabella d'Inghilterra (n. 1214)
- 11 dicembre - Ögödei Khan, condottiero mongolo (n. 1186)
- Amalrico VI di Montfort, nobile francese (n. 1192)
- Baliano I de Grenier, nobile
- Benigna di Breslavia, monaca cristiana polacca
- Colomanno di Galizia, nobile ungherese (n. 1208)
- Geroldo di Colonia, santo tedesco
- Ivan Asen II, imperatore bulgaro
- Maria d'Avesnes, contessa di Blois, contessa
- Bonconte I da Montefeltro, condottiero italiano (n. 1170)
- Narjot de Toucy, nobile francese
- Nicola Szák, nobile ungherese
- Pietro II di Arborea, sovrano
- Raimondo Folch IV de Cardona, nobile
- Gherardo Rangoni, politico italiano
- Stefano III di Auxonne, nobile (n. 1172)
- Walter de Lacy, signore di Meath, nobile britannico
- Sancha d'Aragona, principessa spagnola (n. 1186)